# Il sassarese
Il Sassarese è stata una testata storica dell'editoria sarda, attiva fino al 2012.
Fondata nel 1973 da Enrico Porqueddu, è il prolungamento dell'avventura editoriale iniziata con Il Monte Sardo sul finire degli anni sessanta e durato per cinque annate, sino al 1972.
Il Sassarese è un periodico di approfondimento e di opinione. Tratta di politica, cultura, arte, spettacolo, sport concentrandosi per lo più su Sassari e provincia, con una pagina dedicata alla politica regionale. Ha ospitato al suo interno interviste importanti come quella storica a Licio Gelli sul finire degli anni ottanta.
Simbolo del giornale è il cobra, animale che dà il nome alla famosa rubrica satirica. I versi e i testi (Figure che compaiono) del Cobra sono stati raccolti in tre libri.
Il Sassarese ha vissuto tre vite, come tre i tre decenni vissuti. La prima lo ha visto esordire in formato tabloid. La seconda quando si è reinventato in formato rivista nel 1976. La terza, dopo qualche mese di sospensione per via degli impegni radiofonici (Radio Città) dell'editore e direttore Porqueddu, quando è ritornato nelle edicole, sempre in formato rivista, con la dicitura Il Sassarese – questa Sardegna.
Il Sassarese usciva ogni 15 e 30 del mese. I trent'anni del periodico sono stati celebrati nel libro 30 anni in prima pagina, pubblicato nel 2003, che contiene la riproduzione delle più belle copertine e una selezione di articoli.
Dal giugno del 2009 alla versione cartacea si affianca una versione web, poi diventata testata autonoma, diretta dal giornalista ed editore Luca Foddai, collaboratore storico del Sassarese, e denominata SARdies, ideata con il responsabile de s'Ufìtziu de sa Limba Sarda della Provincia di Sassari, Gianni Muroni. Ha due domini, .net per la versione italiana e .eu per quella sarda. Le notizie sono differenziate per le due versioni, che ospitano anche articoli in sassarese e gallurese. Esiste pure un canale video su Youtube, SardiesTv, e un blog, Sassari24.